# Michael Parkhurst
Michael Finlay Parkhurst (født d. 24. januar 1984) er en amerikansk tidligere professionel fodboldspiller, som spillede som forsvarsspiller i sin karriere.

## Karriere

### New England Revolution
Parkhurst begyndte sin karriere med New England Revolution, som draftede ham i 2005. Han spillede som en fast mand på New England holdet i sine 3 år i klubben, og blev i 2007 sæsonen kåret som årets forsvarsspiller i MLS.

### FC Nordsjælland
Parkhurst skiftede i december 2008 til den danske Superligaklub FC Nordsjælland. Han var i sin tid i klubben med til at vinde DBU Pokalen to gange i 2010 og 2011 samt det danske mesterskab i sæsonen 2011/12.

### FC Augsburg
Da Parkhusts kontrakt med FC Nordsjælland udløb ved udgangen af 2012 skiftede han på en fri transfer til den tyske Bundesligaklub FC Augsburg, hvor han fik en toethalvt års kontrakt. Opholdet i den tyske klub blev dog ikke en succes for amerikaneren, der ikke fik meget spilletid. I januar 2014 fik han derfor ophævet sin kontrakt med klubben, for at finde sig en anden klub, hvor mere spilletid kunne forbedre hans chancer for at komme i betragtning til USA's trup til VM 2014.

### Columbus Crew
Efter bruddet med tyske FC Augsburg skiftede Parkhust til MLS-klubben Columbus Crew i hjemlandet USA. Det var dog stadig New England Revolution, der havde rettighederne til Parkhust, men Columbus Crew købte rettighederne med økonomisk kompensation samt en overdragelse af et fjerderunde-pick i draften for 2014.

### Atlanta United
Parkhurst blev traded til Atlanta United i december 2016. Han annoncerede i september 2019, at han ville gå på pension efter 2019 sæsonen.

## Landsholdskarriere

### Olympiske landshold
Parkhurst var del af USA's trup til sommer-OL 2008.

### Seniorlandshold
Parkhurst debuterede for USA's landshold den 9. juni 2007.

## Titler
New England Revolution
- Lamar Hunt U.S. Open Cup: 1 (2007)

FC Nordsjælland
- Superligaen: 1 (2011-12)
- DBU Pokalen: 2 (2009-10, 2010-11)

Atlanta United
- MLS Cup: 1 (2018)
- Campeones Cup: 1 (2019)
- Lamar Hunt U.S. Open Cup: 1 (2019)

USA
- CONCACAF Gold Cup: 2 (2007, 2013)

Individuelle
- MLS Rookie of the Year: 1 (2005)
- MLS Defender of the Year: 1 (2007)
- MLS Årets hold: 1 (2007)
- MLS All-Star: 6 (2005, 2007, 2008, 2014, 2017, 2018)